# The Lone Gunmen
Cet article concerne les personnages. Pour l'épisode sur leurs origines, voir Les Bandits solitaires.
The Lone Gunmen (Les Bandits solitaires) est un groupe de personnages dans la série X-Files : Aux frontières du réel. Une série d'une seule saison, The Lone Gunmen : Au cœur du complot, leur est consacrée.
Ce trio est l'alliance improbable d'un bidouilleur en électronique (Melvin Frohike), d'un pirate informatique (Richard Langly) et l'ex-salarié d'un organisme fédéral spécialisé dans les télécommunications (John Fitzgerald Byers).
Ces personnages voient systématiquement des complots cachés dans tous les événements qui font leur vie quotidienne. Vivant ensemble dans un loft spartiate mais bourré d'équipement informatique ou électronique de toutes sortes, ils passent leur temps à récolter, compiler toutes sortes d'informations importantes à leurs yeux. Ils mêlent ainsi rumeurs, informations top secrètes et intox dans le journal qu'ils éditent.

## Origine du nom
Leur pseudonyme collectif inspiré par leur rencontre avec Monsieur X — et dont la traduction exacte serait plutôt « Les Tireurs isolés » — est une référence à l'histoire américaine récente : en effet, après les assassinats de John Fitzgerald Kennedy et Martin Luther King, les enquêtes policières ont désigné comme coupables des « tireurs isolés » (en anglais, des lone gunmen).
Dans la série, ce trio voit dans cette expression un symbole de lutte contre les complots qui sont menés au sein même de l'état fédéral américain.

## Relations avec Mulder et Scully
Ces paranoïaques aigus deviennent rapidement de grands amis et un soutien indéfectible de Fox Mulder, en qui ils voient un homme de bonne volonté qu'il faut aider pour enfin voir éclater au grand jour les complots qui minent la société américaine.
Si leur premier contact avec l'agent Dana Scully a été plutôt tendu (à l'exception de Melvin, immédiatement sous le charme) à cause du scepticisme borné affirmé par la nouvelle collègue de leur ami, leurs relations évolueront rapidement vers plus de confiance. Mulder leur demandera régulièrement des informations ou leur avis sur certains matériels électroniques.
Lorsque les complots s'intensifieront autour du duo d'agents jusqu'à mettre personnellement leurs vies en danger ou les contraindre à la clandestinité, les Bandits solitaires se révéleront être de précieux alliés, voire indispensables en situation de crise majeure. Il leur arrive également, par extension et selon les circonstances, d'aider les alliés gravitant autour du duo (comme le directeur adjoint Walter Skinner ou les agents John Doggett et Monica Reyes).

## Membres

### John Byers
Interprété par Bruce Harwood
John Fitzgerald Byers est né le 22 novembre 1963, soit le jour de l'assassinat de son homonyme John Fitzgerald Kennedy (initialement, ses parents avaient choisi le même prénom que son père, Bertram), et est originaire de Sterling en Virginie. Il est l'homme qui dirige ce petit groupe de génies qui tombent toujours à point pour aider l'agent Mulder dans ses enquêtes. Byers est le visionnaire, l'idéologiste, l'expert en manipulation des informations et des complots. Il a de profondes connaissances en science et en génétique.
Byers fut auparavant au service du gouvernement comme responsable de la sécurité informatique. Il est le plus raisonnable d'entre eux : bien coiffé, sa barbe bien taillée, toujours bien habillé avec son perpétuel complet, Byers est le seul des Bandits solitaires dont l'apparence semble avoir une place importante dans sa vie.
Il est aussi le seul qui semble avoir vraiment eu une relation amoureuse avec une femme (le Dr Susanne Modeski, connue à l'époque de leur rencontre simultanée avec Fox Mulder puis Monsieur X, et de la création de leur bande).

### Melvin Frohike
Interprété par Tom Braidwood
Melvin Frohike, né le 12 avril 1945 et originaire de Pontiac dans le Michigan, est le plus âgé des Bandits solitaires. C'est le plus sage des trois, mais aussi le plus obsédé par les femmes : il fait une fixette sur Dana Scully et presque toutes les filles qu'il rencontre lui font prononcer un « Elle est canon ».
Toujours vêtu d'une veste en cuir et de vieilles chemises, parfois assorties d'un chapeau, il est l'expert en bidouillage électronique et technique : Melvin est très doué en cryptographie et tient également la place de photographe pour le groupe.
Sur le terrain, il est probablement le plus compétent de la bande.

### Richard « Ringo » Langly
Interprété par Dean Haglund

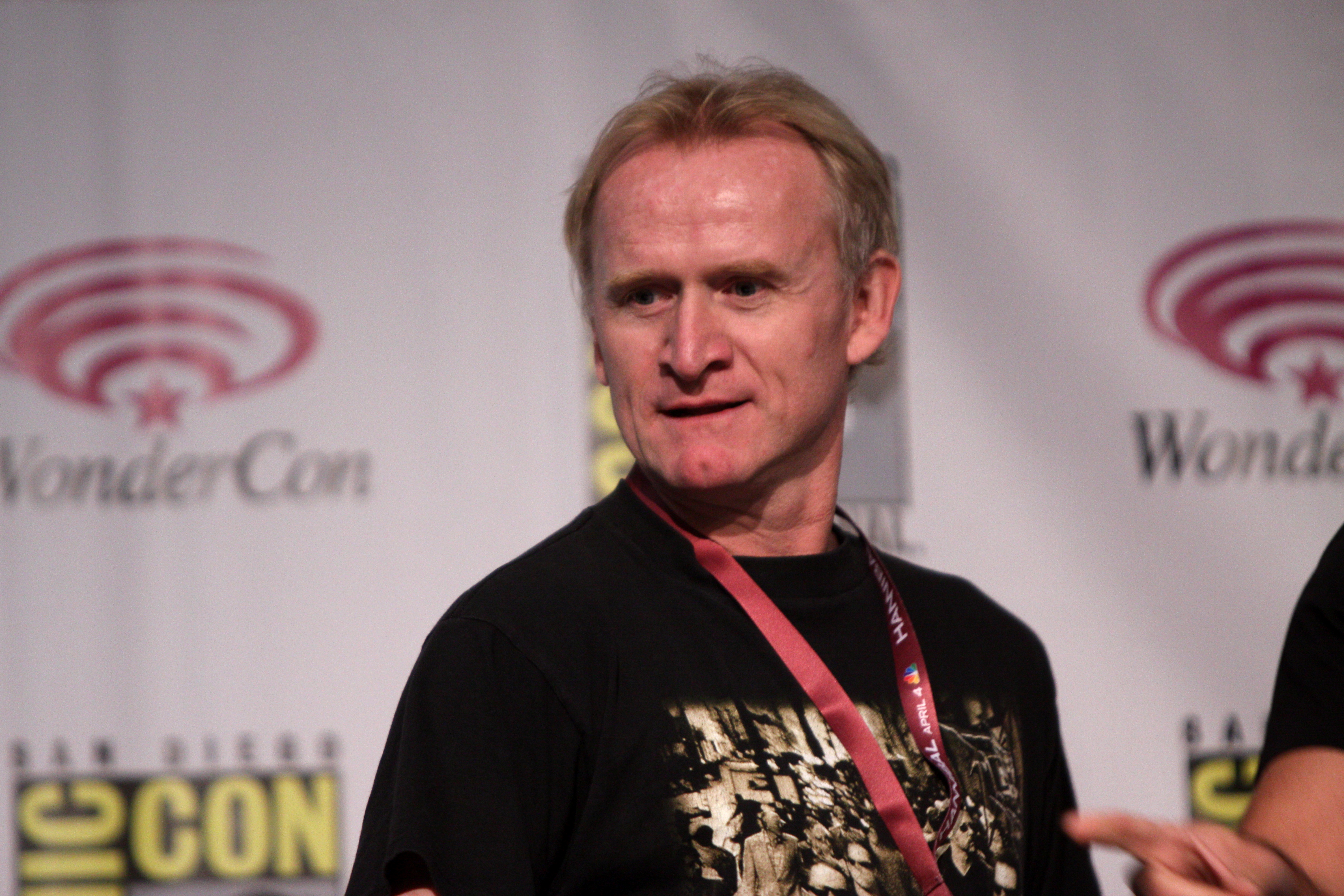
Dean Haglund à la WonderCon 2013 à Anaheim (Californie).

Richard « Ringo » Langly, né le 13 octobre 1969 (même date d'anniversaire que Mulder) et originaire de Saltville, Nebraska, est l'expert en communication et en piratage informatique du groupe qui n'a pas la langue dans sa poche. C'est un inconditionnel des Ramones ainsi qu'admiratif de leur chanteur homonyme, Joey Ramone.
Langly est le plus paranoïaque du groupe : il enregistre toutes ses conversations téléphoniques et est toujours prêt à détourner n'importe quel système informatique pour trouver une information. Il est aussi celui aux convictions les plus affirmées et le plus « geek » de la bande (on le voit jouer à une partie de Donjons et Dragons avec des tiers).
Sa longue chevelure blonde le fait parfois confondre avec une femme.
Le Dr Karah Hamby et lui étaient intimes : ils avaient le même type de projet commun que nourrissaient David Markham et Esther Nairn (le couple de pirates de l'épisode Clic mortel).

### James «Jimmy» Bond
Interprété par Stephen Snedden
James « Jimmy » Bond, le « quatrième membre », n'intègre les Bandits solitaires qu'à partir du deuxième épisode de leur série attitrée. Il devient chargé des commissions pour le groupe, ce qui le fait bouger et voyager beaucoup plus que ses comparses.
Bien qu'il porte le même nom qu'un certain agent secret britannique de fiction créé par Ian Fleming, Jimmy n'est pas lui‑même rattaché au monde de l'espionnage ni à un quelconque organisme, et à la différence des autres membres, il n'est ni un geek, ni un paranoïaque obsédé par la théorie du complot.
Au contraire, c'est plutôt un bon bougre plus idéaliste, naïf et candide que les autres, doublé d'un inculte (Jimmy croit par exemple, que Winston Churchill était un président américain ; Gandhi, un chef amérindien ; et il ne fait pas la différence entre une anagramme et un palindrome (étant persuadé qu'« Yves Adele Harlow » se lit à l'envers « Lee Harvey Oswald »). Il a également la gaffe facile. Il n'en reste pas moins un compagnon sympathique, fidèle et volontaire, dont les capacités physiques demeurent un atout pour une équipe de « cérébraux ».

## Relations avec Eve

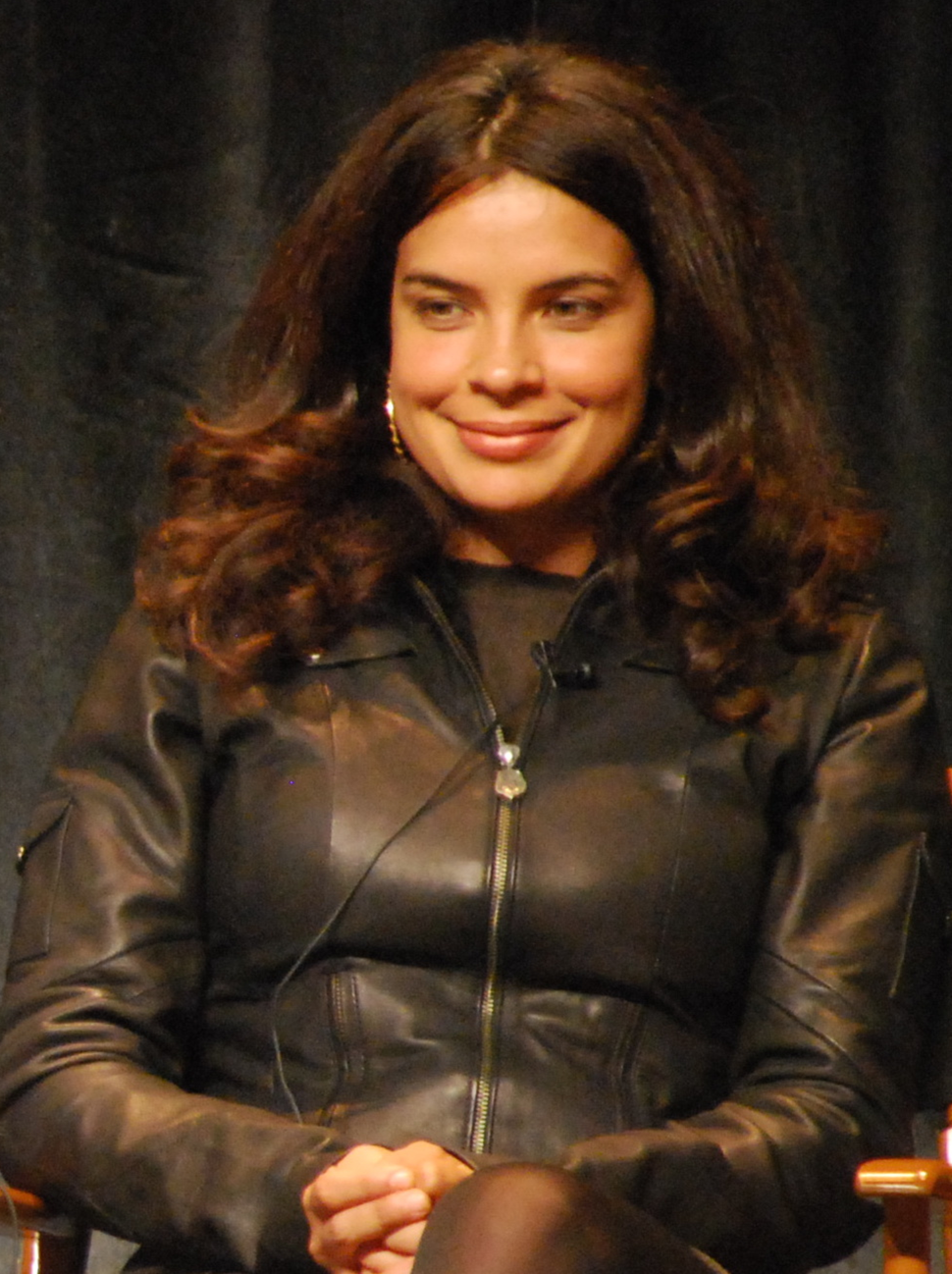
Zuleikha Robinson à la New York Comic Con 2010 à New York (New York).

Eve Adelys Harlow (de son vrai nom Lois Runce, interprétée par Zuleikha Robinson) est une jeune femme ayant apparemment la grande vingtaine et dont l'identité exacte demeure inconnue (jusqu'à l'épisode épilogue N'abandonnez jamais de X-Files : Aux frontières du réel) : elle utilise donc divers pseudonymes anagrammatiques de « Lee Harvey Oswald ».
Cette jeune espionne et mystérieuse voleuse, qui de prime abord travaille pour son propre compte, joue un rôle ambigu dans la série : même si elle n'est pas ouvertement l'ennemie des Bandits solitaires, elle reste généralement en concurrence avec eux. Bien moins scrupuleuse, Eve est beaucoup plus attirée par la perspective de juteux bénéfices que par de nobles idéaux, et parvient souvent à ses fins au détriment de la bande.
Eve est une experte en piratage informatique, espionnage, sécurité, maniement d'armes et techniques de combat ; elle considère les Bandits solitaires comme des amateurs aussi risibles que grotesques, et les couvre de sarcasmes à la moindre occasion. Sa relation avec eux est basée sur un principe d'attraction/répulsion.
Dans l'épilogue N'abandonnez jamais, lorsque les agents John Doggett et Monica Reyes se rendent avec Morris Fletcher auprès des Bandits solitaires afin de les interroger sur Eve, elle est qualifiée d'« amie » par Langly et il apparaît évident qu'elle ne laisse pas Jimmy indifférent (et ce, malgré la révélation de sa parenté avec l'un des criminels affiliés aux terroristes : son propre père). Elle manifestera du dégoût à la mort sacrificielle du trio fondateur, considérant comme Jimmy qu'elle n'est « pas juste ».

## Apparitions
Melvin Frohike, Richard Langly et John Fitzgerald Byers apparaissent dans le 17e épisode de la saison 1 de X-Files : Aux frontières du réel, Entité biologique extraterrestre. Ils apparaissent ensuite dans trente-neuf épisodes de X-Files (y compris le 5e épisode de la saison 10, Babylon) ainsi qu'une apparition propice dans The X-Files, le film (où ils sauvent la vie de Mulder, qu'ils ont trouvé à la suite de sa tentative d'assassinat durant l'enlèvement de Scully, puis couvrent sa fuite de l'hôpital).
Jimmy Bond, lui, n'est introduit que dans le deuxième épisode de The Lone Gunmen : Au cœur du complot. Il apparaît une dernière fois, aux côtés des autres Bandits solitaires dans l'incursion épilogue N'abandonnez jamais, 15e épisode de la saison 9 de X-Files : Aux frontières du réel.
Le trio d'origine fait une réapparition posthume dans le finale de la saison 9, La vérité est ici.
Dans l’épisode 5 de la saison 10, diffusée en 2016, Frohike, Byers et Langly font une brève apparition dans les hallucinations de Mulder lors d'une prise de vrais-faux champignons hallucinogènes.
En 2018, Langly apparaît de nouveau (seul, cette fois) en tant que simulation numérique dans l'épisode 2 de la saison 11, Une vie après la mort.